# Humiliatorden
Humiliatorden var en italiensk religiös orden, instiftad på 1100-talet.
Orden påverkades av valdenserna och exkommunicerades med dessa. Den manliga grenen av humiliatorden upphörde 1571 på grund av inre oordningar. Den kvinnliga grenen, som ägnat sig åt sjukvård, består dock ännu med fem kloster i Italien.